# Anomalepis
Genre
Anomalepis est un genre de serpents de la famille des Anomalepididae. 

## Répartition
Les quatre espèces de ce genre se rencontrent en Amérique du Sud et en Amérique centrale.

## Liste des espèces
Selon The Reptile Database (27 juil. 2011) :
- Anomalepis aspinosus Taylor, 1939
- Anomalepis colombia Marx, 1953
- Anomalepis flavapices Peters, 1957
- Anomalepis mexicanus Jan, 1860

## Publication originale
- Jan, 1860 : Iconographie générale des ophidiens. Tome Premier, J. B. Balliere et Fils, Paris (texte intégral).